# Emerson, Georgia
Emerson är en stad i Bartow County i Georgia. Vid 2010 års folkräkning hade Emerson 1 470 invånare.